# Dynamite (防彈少年團歌曲)
（直譯為「炸藥」），是韓國男子團體防彈少年團的歌曲，這是首1970年代迪斯科曲風的流行舞曲，由大衛·斯圖爾特和杰西卡·阿戈巴共同創作，是防彈少年團第一首以全英文演唱的歌曲。單曲於2020年8月21日透過Big Hit娛樂及索尼音樂發行，是團體首張英語單曲。
普遍獲得樂評好評，評論皆稱讚歌曲輕快且使人感到愉悅的迪斯科曲風。在商業方面，歌曲成功登上各國音樂排行榜，獲得比利時、匈牙利、立陶宛、新加坡、蘇格蘭等音樂排行榜冠軍，這是防彈少年團首支《告示牌》百大單曲榜冠軍單曲，團體更因此成為首位登上《公告牌》百强单曲榜冠軍的韓國歌手。在韓國，歌曲打破團體先前的紀錄，連續獲得32座音樂節目冠軍，成為韓國歌手在音樂節目獲得最多冠軍的歌曲。歌曲的音樂錄影帶更創下「24小时内观看次数最多的YouTube视频」、「24小时内观看次数最多的YouTube音乐视频」、「24小时内观看次数最多的的YouTube韩国组合音乐视频」3项吉尼斯世界纪录。

## 背景及發行
7月27日，Big Hit娛樂宣布防彈少年團將於8月21日發表首張英語單曲，成為防彈少年團繼與史蒂夫·青木以及萊奧夫的合作歌曲後，第三首以全英文演唱的歌曲，團員表示期望能在艱難的時期，為粉絲們帶來活力。
8月5日，所屬經紀公司宣布防彈少年團將於2020年MTV音樂錄影帶大獎表演，亦公開了防彈少年團從8月11日開始到正式發行新單曲前的行程，除了基本的團體預告照、音樂錄影帶預告外，防彈少年團也將於韓國時間8月21日中午12點半舉行發片前的倒數YouTube直播，緊接著正式發行完整音樂錄影帶以及音源。於2020年8月21日發行，除了以數位音樂下載和流媒体形式发布，單曲也推出了英寸黑膠唱片與卡式录音带。單曲的擴展版和豪華版分別於24日、28日發行。

### 製作
時長3分19秒，是首1970年代迪斯科曲風的流行舞曲，並融入放克與靈魂樂元素。歌曲以升C小調創作，每分鐘114拍，成員在歌曲中的音域範圍為B3至D♯5，詞曲由大衛·斯圖爾特及杰西卡·阿戈巴（Jessica Agombar）共同創作。

## 專業評價
廣受樂評好評。BuzzFeed的艾麗·貝特（Ellie Bate）表示這首開心樂觀的迪斯科歌曲除了有令人印象深刻的編舞和歌聲，更是世界在這艱困時刻中最需要的歌曲。《滾石》的陳樂添（Tim Chan）認為令人振奮的副歌配上極具感染力的節奏使得歌曲具有角逐「夏日歌曲」稱號的資格。《Teen Vogue》的P·克萊爾·德生（P. Claire Dodson）表示歌曲輕快，充滿能量，展現了防彈少年團在音樂與美感方面的嫻熟。
MTV的派屈克·霍斯肯（Patrick Hosken）稱讚之所以是熱門歌曲，除了富有內容，更重要的是它清爽的像夏天一樣。《新音乐快递》的瑞安·戴利（Rhian Daly）覺得在這不同以往的慘淡夏天，歌曲的到來無疑讓人堅強抵抗2020年日後發生的一切困難。

## 商業成績
發售當日以777萬8950個串流量空降Spotify的全球五十強榜單（Global Top 50）一位，成為首位登上該榜榜首的韓國歌手。歌曲也取得104個國家及地區iTunes單曲榜一位，成為全球最快達成iTunes單曲榜100個一位的歌曲。歌曲的音樂錄影帶在公開後20分鐘便突破千萬觀看次數，刷新了正規四輯歌曲ON所保持的1小時5分鐘紀錄，以超過300萬的觀看人數，成為YouTube平台有史以來最高的首映紀錄。公開24小時內，音樂錄影帶便達到1億110萬觀看次數以及882萬點讚數，兩項皆為全新的YouTube世界紀錄，成為YouTube史上24小時最高觀看次數及用時最快突破1億觀看次數的音樂錄影帶。截至10月20日，的音樂錄影帶在YouTube突破5亿点阅数，是防彈少年團第十支观看次数破5亿的音樂錄影帶。
8月27日下午一時半，獲得Melon、Genie、FLO、VIBE、Bugs和iChart音源榜單日榜一位以及實時榜一位，達成iChart的「Perfect All-Kill」成就，亦是防彈少年團第三首達成此紀錄的歌曲。除了音源方面的優秀表現，歌曲亦獲得《音樂銀行》、《Show! 音樂中心》、《人气歌谣》和《Show Champion》等音樂節目一位，更打破紀錄，成為韓國音樂節目放送史上首個獲得一位的英語歌曲。歌曲斬獲32座音樂節目冠軍，不僅打破團體先前的紀錄，亦是單年獲得最多一位的韓國團體。
在美國，歌曲以首周3390萬個串流量、30萬銷量及1160萬個電台聽眾量，空降《告示牌》百大單曲榜冠軍，防彈少年團成位首個登上《公告牌》百强单曲榜冠軍的韓國歌手，同時，也是首位皆獲得《公告牌》二百强专辑榜和《告示牌》百强单曲榜冠軍的亞洲歌手。隔週，防彈少年團以18萬2千銷量蟬聯第二周冠軍。在英國，空降英國單曲排行榜第3名，刷新自身最佳成績，同時成為首位空降該榜單前十名的韓國歌手。也是比利時、匈牙利、立陶宛、新加坡、蘇格蘭等榜單冠軍歌曲。

## 曲目
- 7寸黑膠、录音带及數位[39]

1. "Dynamite" – 3:19
2. "Dynamite" (Instrumental) – 3:18

- 數位單曲（擴展版）[6]

1. "Dynamite"  – 3:19
2. "Dynamite" (Instrumental) – 3:18
3. "Dynamite" (Acoustic Remix) – 3:17
4. "Dynamite" (EDM Remix) – 3:18

- 數位單曲（豪華版）[7]

1. "Dynamite"  – 3:19
2. "Dynamite" (Instrumental) – 3:18
3. "Dynamite" (Acoustic Remix) – 3:17
4. "Dynamite" (EDM Remix) – 3:18
5. "Dynamite" (Tropical Remix) – 3:17
6. "Dynamite" (Poolside Remix) – 3:03

- 實體CD[40]

1. "Dynamite"  – 3:19
2. "Dynamite" (Instrumental) – 3:18
3. "Dynamite" (Acoustic Remix) – 3:17
4. "Dynamite" (EDM Remix) – 3:18
5. "Dynamite" (Tropical Remix) – 3:17
6. "Dynamite" (Poolside Remix) – 3:03
7. "Dynamite" (Slow Jam Remix)
8. "Dynamite" (Midnight Remix)
9. "Dynamite" (Retro Remix)
10. "Dynamite" (Bedroom Remix)

## 榜單表現
| 排行榜（2020年）                          | 最高 排名 |
| ----------------------------------------- | --------- |
| 阿根廷（Argentina Hot 100）               | 10        |
| 澳大利亚（澳大利亚唱片业协会榜）          | 2         |
| 奧地利（Ö3四十強單曲榜）                  | 9         |
| 比利时佛兰德（Ultratop單曲榜）            | 7         |
| 比利時瓦隆（Ultratop單曲榜）              | 23        |
| 巴西（國際流行榜）                        | 2         |
| 巴西（巴西百強單曲榜）                    | 35        |
| 加拿大（Canadian Hot 100）                | 2         |
| 加拿大（《告示牌》CHR/Top 40）            | 8         |
| 加拿大（《告示牌》Hot AC）                | 17        |
| 哥倫比亞（拉美監控盎格魯）                | 1         |
| 哥倫比亞（Promúsica）                     | 9         |
| 哥倫比亞（國家報告）                      | 44        |
| 哥斯大黎加（拉美監控盎格魯）              | 9         |
| 克羅埃西亞（克羅埃西亞電台榜）            | 17        |
| 捷克（百強數位單曲榜）                    | 9         |
| 丹麥（Tracklisten）                       | 26        |
| 萨尔瓦多（拉美監控）                      | 12        |
| 愛沙尼亞（Eesti Tipp-40）                 | 2         |
| 歐洲（《告示牌》Euro Digital Song Sales） | 1         |
| 芬蘭（芬蘭官方單曲榜）                    | 13        |
| 法國（法國唱片出版業公會單曲榜）          | 18        |
| 德國（德國官方單曲榜）                    | 8         |
| 全球（Billboard Global 200）              | 1         |
| 希臘（國際唱片業協會希臘分會國際單曲榜）  | 10        |
| 瓜地馬拉（拉美監控盎格魯）                | 6         |
| 香港（新城電台勁爆外語榜）                | 1         |
| 匈牙利（四十強單曲榜）                    | 1         |
| 匈牙利（四十強串流榜）                    | 10        |
| 冰島（Tonlist）                           | 20        |
| 愛爾蘭（愛爾蘭唱片協會榜）                | 6         |
| 義大利（意大利音乐产业联盟）              | 28        |
| 日本（Japan Hot 100）                     | 2         |
| 拉脫維亞（拉脫維亞四十強電台榜）          | 1         |
| 黎巴嫩（黎巴嫩官方二十强榜）              | 12        |
| 立陶宛（AGATA）                           | 1         |
| 馬來西亞（馬來西亞唱片業協會）            | 1         |
| 墨西哥（拉美監控盎格魯）                  | 10        |
| 荷蘭（荷蘭四十強單曲榜）                  | 8         |
| 荷蘭（荷蘭百大單曲榜）                    | 20        |
| 新西兰（新西兰官方音乐榜）                | 4         |
| 挪威（VG-lista單曲榜）                    | 20        |
| 巴拿馬（拉美監控）                        | 9         |
| 祕魯（拉美監控盎格魯）                    | 1         |
| 俄羅斯（Tophit電台榜）                    | 3         |
| 蘇格蘭（官方榜單公司單曲榜）              | 1         |
| 新加坡（新加坡唱片業協會）                | 1         |
| 斯洛伐克（電台百大單曲榜）                | 34        |
| 斯洛伐克（百強數位單曲榜）                | 7         |
| 韓國（Gaon單曲榜）                        | 1         |
| 韓國（Gaon單曲榜） Holiday Remix          | 110       |
| 韓國（K-pop Hot 100）                     | 1         |
| 西班牙（西班牙音樂製作協會）              | 38        |
| 瑞典（瑞典最熱榜）                        | 19        |
| 瑞士（瑞士熱門音樂榜）                    | 4         |
| 英國（官方榜單公司單曲榜）                | 3         |
| 阿拉伯聯合大公國（Radiomonitor）          | 2         |
| 烏拉圭（拉美監控盎格魯）                  | 5         |
| 美國（Billboard Hot 100）                 | 1         |
| 美國（《告示牌》Adult Pop Songs）         | 19        |
| 美國（《告示牌》Dance/Mix Show Airplay）  | 19        |
| 美國（《告示牌》Pop Songs）               | 11        |
| 美国（《滾石》百大單曲榜）                | 2         |
| 委內瑞拉（唱片报告盎格魯）                | 2         |
| 委內瑞拉（唱片报告流行）                  | 20        |

| 排行榜（2020年）     | 排名 |
| -------------------- | ---- |
| 巴西（五十大串流榜） | 26   |
| 韓國（Gaon單曲榜）   | 1    |

| 榜單（2020年）                     | 排名 |
| ---------------------------------- | ---- |
| 阿根廷（拉美監控電台榜）           | 43   |
| 澳大利亚（澳大利亚唱片业协会）     | 96   |
| 比利时佛兰德（Ultratop單曲榜）     | 67   |
| 加拿大（加拿大百強單曲榜）         | 73   |
| 獨立國協（Tophit）                 | 84   |
| 日本（日本百强单曲榜）             | 18   |
| 荷兰（荷兰四十强单曲榜）           | 67   |
| 荷蘭（百強單曲榜）                 | 91   |
| 俄羅斯（Tophit電台榜）             | 87   |
| 韓國（Gaon單曲榜）                 | 11   |
| 瑞士（瑞士熱門音樂榜）             | 94   |
| 美國（《告示牌》百強單曲榜）       | 38   |
| 美國（《告示牌》主流四十強單曲榜） | 45   |

## 音樂節目榜單排名
| 主打歌曲排名成績 | 主打歌曲排名成績                                                            | 主打歌曲排名成績    | 主打歌曲排名成績       | 主打歌曲排名成績 | 主打歌曲排名成績     | 主打歌曲排名成績            | 主打歌曲排名成績 | 主打歌曲排名成績 |
| 歌曲 | Mnet 《M! Countdown》                                                       | KBS2 《Music Bank》 | MBC 《Show! 音樂中心》 | SBS 《人氣歌謠》 | SBS MTV 《THE SHOW》 | MBC MUSIC 《Show Champion》 | 冠軍 次數        | 注释             |
| --- | --------------------------------------------------------------------------- | ------------------- | ---------------------- | ---------------- | -------------------- | --------------------------- | ---------------- | ---------------- |
| Dynamite | /                                                                           | ``1``               | <<1>>                  | [1]              | /                    | [1]                         | 32               | 無打歌宣傳       |
| \| - 「*」：打榜中 - 「[1]」：三星期冠軍 - 「<<1>>」：十星期冠軍 \| - 「『1』」：十二星期冠軍 - 「``1``」：十六星期冠軍 - 「/」表示未有相關資料 \| \| |                                                                             |                     |                        |                  |                      |                             |                  |                  |
| - 「*」：打榜中 - 「[1]」：三星期冠軍 - 「<<1>>」：十星期冠軍                                                                                         | - 「『1』」：十二星期冠軍 - 「``1``」：十六星期冠軍 - 「/」表示未有相關資料 |                     |                        |                  |                      |                             |                  |                  |

## 銷售認證
| 國家或地區                                               | 認證    | 銷量         |
| -------------------------------------------------------- | ------- | ------------ |
| 澳大利亞（澳大利亞唱片業協會）                           | 1× 白金 | 70,000‡      |
| 比利時（比利時娛樂協會）                                 | 金      | 20,000‡      |
| 中國                                                     | 不適用  | 1,105,797    |
| 丹麥（國際唱片業協會丹麥分會）                           | 金      | 45,000‡      |
| 法國（法國唱片出版業公會）                               | 金      | 100,000‡     |
| 希臘（國際唱片業協會希臘分會）                           | 金      | 1,000,000†   |
| 義大利（義大利音樂產業聯盟）                             | 1× 白金 | 70,000‡      |
| 日本（日本唱片協會） 數位下載                            | 金      | 100,000‡     |
| 日本（日本唱片協會） 串流媒體                            | 1× 白金 | 100,000,000† |
| 墨西哥（墨西哥音像製品協會）                             | 金      | 30,000‡      |
| 紐西蘭（紐西蘭唱片音樂協會）                             | 1× 白金 | 30,000‡      |
| 波蘭（波蘭音像製造商協會）                               | 金      | 10,000‡      |
| 韓國（韓國音樂內容協會）                                 | 1× 白金 | 100,000,000† |
| 西班牙（西班牙音樂製作協會）                             | 1× 白金 | 40,000‡      |
| 英國（英國唱片業協會）                                   | 銀      | 200,000‡     |
| 美國（美國唱片業協會）                                   | 2× 白金 | 2,000,000‡   |
| - ‡僅含認證的串流媒體+實際銷量 - †僅含認證的串流媒體銷量 |         |              |

## 奖项
| 年份   | 颁奖典礼               | 奖项                       | 结果 |
| ------ | ---------------------- | -------------------------- | ---- |
| 2020年 | 第46届人民选择奖       | 年度歌曲                   | 獲獎 |
| 2020年 | 第46届人民选择奖       | 年度音乐录像带             | 獲獎 |
| 2020年 | MTV欧洲音乐大奖        | 最佳歌曲                   | 獲獎 |
| 2020年 | 亚洲明星盛典           | 年度歌曲                   | 獲獎 |
| 2020年 | MBC Plus X Genie音乐奖 | 最佳舞曲                   | 獲獎 |
| 2020年 | 甜瓜音乐奖             | 年度歌曲                   | 獲獎 |
| 2020年 | 甜瓜音乐奖             | 最佳舞曲（男子）           | 獲獎 |
| 2020年 | Mnet亚洲音乐大奖       | 年度歌曲                   | 獲獎 |
| 2020年 | Mnet亚洲音乐大奖       | 最佳音乐录像带             | 獲獎 |
| 2020年 | Mnet亚洲音乐大奖       | 最佳男团舞蹈表演           | 獲獎 |
| 2020年 | MTV日本音乐录影带大奖  | 最佳团体音乐录影带（国际） | 獲獎 |
| 2021年 | 第30届首尔歌谣大赏     | 最佳歌曲                   | 獲獎 |
| 2021年 | 第63届格莱美奖         | 最佳流行组合或团体         | 提名 |
| 2021年 | 第35届日本金唱片大奖   | 年度下载歌曲（亚洲部门）   | 獲獎 |
| 2021年 | 第35届日本金唱片大奖   | 年度流媒体歌曲（亚洲部门） | 獲獎 |
| 2021年 | 第18届韩国音乐大奖     | 年度歌曲                   | 獲獎 |
| 2021年 | 第18届韩国音乐大奖     | 最佳流行歌曲               | 獲獎 |
| 2021年 | 儿童选择奖             | 最喜爱歌曲                 | 獲獎 |

## 發行歷史
| 發行地區 | 發行日期       | 發行形式                                  | 版本   | 廠牌                   | 來源            |
| -------- | -------------- | ----------------------------------------- | ------ | ---------------------- | --------------- |
| 全球     | 2020年8月21日  | 數位音樂下載 流媒体                       | 原版   | Big Hit娛樂 Sony Music | [ 137 ]         |
| 美國     | 2020年8月21日  | 7寸黑膠唱片 單曲 錄音帶單曲 （ 英语 ： cassette single） | 原版   | Big Hit娛樂 Sony Music | [ 138 ] [ 139 ] |
| 美國     | 2020年11月20日 | CD                                        | 原版   | Big Hit娛樂 Sony Music | [ 40 ]          |
| 澳洲     | 2020年8月21日  | 當代流行電台                              | 原版   | 哥伦比亚唱片           | [ 140 ]         |
| 美國     | 2020年8月25日  | 當代流行電台                              | 原版   | 哥伦比亚唱片           | [ 141 ]         |
| 全球     | 2020年8月24日  | 數位音樂下載 流媒体                       | 混音版 | Big Hit娛樂            | [ 6 ]           |